# Afrobeata
Afrobeata is een geslacht van spinnen uit de familie springspinnen (Salticidae).

## Soorten
De volgende soorten zijn bij het geslacht ingedeeld:
- Afrobeata firma Wesolowska & van Harten, 1994
- Afrobeata latithorax Caporiacco, 1941
- Afrobeata magnifica Wesolowska & Russell-Smith, 2000